# Rina Mascetti
Rina Mascetti (Palermo, 4 giugno 1934) è un'attrice italiana.

## Biografia
Figlia della caratterista Gina Mascetti, esordisce pochi anni dopo la madre. Raggiunge la notorietà sul palcoscenico teatrale, sia di prosa sia di rivista, tra la fine degli anni sessanta e la fine degli anni settanta, lavorando con attori come Anna Magnani, Beniamino Maggio e Valeria Moriconi.
Spesso attiva anche in televisione, la si ricorda nelle Inchieste del commissario Maigret (1968) di Mario Landi, nella Donna di cuori (1969) di Leonardo Cortese e in 1870 di Alfredo Giannetti. Si dedica anche al cinema, nel quale ricopre solitamente parti da comprimaria.
Nel biennio 1986-1987 conduce con Silvio Frattolillo la trasmissione radiofonica Voi e noi, insieme! su Radio Vaticana, settimanale dedicato agli ammalati.
Si ritira dalle scene a metà degli anni ottanta.

## Filmografia

### Cinema
- Giove in doppiopetto di Garinei e Giovannini, regia di Daniele D'Anza (1954)
- Gli zitelloni, regia di Giorgio Bianchi (1958)
- La Pica sul Pacifico, regia di Roberto Bianchi Montero (1959)
- Il mondo dei miracoli, regia di Luigi Capuano (1959)
- La scimitarra del Saraceno, regia di Piero Pierotti (1959)
- Un maledetto imbroglio, regia di Pietro Germi (1959)
- Destinazione Sanremo, regia di Domenico Paolella (1959)
- La contessa azzurra, regia di Claudio Gora (1960)
- Pastasciutta nel deserto, regia di Carlo Ludovico Bragaglia (1961)
- Ercole sfida Sansone, regia di Pietro Francisci (1963)
- Il dominatore del deserto, regia di Tanio Boccia (1964)
- La ragazza in prestito (1964)
- Marcia nuziale, regia di Marco Ferreri (1966)
- I due sanculotti, regia di Giorgio Simonelli (1966)
- Un dollaro per 7 vigliacchi, regia di Giorgio Gentili (1968)
- Don Franco e don Ciccio nell'anno della contestazione, regia di Marino Girolami (1969)
- Correva l'anno di grazia 1870, regia di Alfredo Giannetti (1972)
- Fiorina la vacca, regia di Vittorio De Sisti (1972)
- Sette orchidee macchiate di rosso, regia di Umberto Lenzi (1972)
- Il santo patrono, regia di Bitto Albertini (1972)
- Diario segreto da un carcere femminile, regia di Rino Di Silvestro (1973)
- Roma violenta, regia di Marino Girolami (1975)
- Gatti rossi in un labirinto di vetro, regia di Umberto Lenzi (1975)
- Sorbole... che romagnola, regia di Alfredo Rizzo (1976)
- Italia a mano armata, regia di Marino Girolami (1976)
- Dove vai se il vizietto non ce l'hai?, regia di Marino Girolami (1979)
- Mia figlia (1982)
- Pierino colpisce ancora, regia di Marino Girolami (1982)

### Televisione
- I proverbi per tutti (1964)[4]
- Teatro Romano, 12 puntate a cura di Maria Luciano Marchigiani, Marco Pepe condannato alla fucilazione, regia di Marco Lami[5]
- Tra vestiti che ballano di Pier Maria Rosso di San Secondo, con Andreina Pagnani, Carla Cajoli, Anna Pavese, regia di Giacomo Colli (1965)

## Teatro
- Ti piacerebbe...!?, fantasia-rivista, con Beniamino Maggio, Marisa Valli, Pupa Maris.[6]
- Maioliche, con Beniamino Maggio, Annamaria Moreno, Anna Colombo, Mario Di Giglio.[7]
- Tutto va bene, rivista di Maccari e Amendola, con Beniamino Maggio, Annamaria Moreno, Anna Colombo, Ester Vetter.[8]
- La verità... ha le gambe corte, con Gina Mascetti, Tino Nofi, Andrea Cecconi.[9]
- Il contratto di Eduardo De Filippo (1967)

### Prosa
- Donne donne brune e bionde, fantasia-comica, con Dino Valdi, Rina Vorghel.[10]
- Sogni in 3 D., con Gina Mascetti, Alfredo Dari, Mario Di Giglio.[11]
- Il comichiere, con Nino Lembo, Lyana Dizzy, Rina Zara, Enzo Andronico.[12]

## Prosa televisiva RAI
- La pelle degli altri di Arthur Miller, regia di Mario Landi, trasmessa il 20 novembre 1959.
- I tre principi di Rex Tucker, regia di Carlo Lodovici, trasmessa il 31 dicembre 1961.
- Si lavora, regia di Gilberto Govi, trasmessa il 22 luglio 1962.
- Notturno a New York di Clifford Odets, regia di Giuseppe Di Martino, trasmessa il 1º aprile 1963.
- Questa sera parla Mark Twain, regia di Daniele D'Anza (1963)
- Le avventure di Laura Storm, regia di Camillo Mastrocinque (1965)
- Scaramouche, regia di Daniele D'Anza (1965)
- Il ventaglio di Carlo Goldoni, regia di Fantasio Piccoli, trasmessa il 12 ottobre 1966.
- I ragazzi di padre Tobia, regia di Italo Alfaro (1968)
- Fuori gioco di Giuseppe Cassieri, regia di Giacomo Colli (1969)
- La piramide senza vertice, regia di Gian Paolo Callegari (1969)
- Eleonora Duse di Gilberto Loverso e Chiara Serino, regia di Flaminio Bollini (1969)
- La donna di cuori, regia di Leonardo Cortese (1969)
- Il figlio di due madri' di Massimo Bontempelli, regia di Ottavio Spadaro (1976)
- Dov'è Anna?, regia di Piero Schivazappa (1976)
- L'ultimo aereo per Venezia, regia di Daniele D'Anza (1976)
- Il garofano rosso di Elio Vittorini, regia di Piero Schivazappa (1976)
- Delitto in Via Teulada, regia di Aldo Lado (1979)
- Mia figlia, regia di Gianni Bongioanni, trasmessa dal 27 febbraio 1982.
- L'enigma Borden, regia di Giampiero Calasso (1982)
- Quer pasticciaccio brutto de via Merulana, regia di Piero Schivazappa (1983)